# スライム冒険記
『スライム冒険記』（スライムぼうけんき）は、かねこ統による日本の漫画作品。集英社『Vジャンプ』に1993年7月号から2000年2月号まで連載された。単行本は全4巻。スクウェア・エニックスのコンピュータRPG『ドラゴンクエストシリーズ』のスライムを主人公とした漫画である。

## 概要
勇者を目指すスライムとその仲間たちが繰り広げる冒険を描いた作品。
『Vジャンプ』が現在のゲーム雑誌の形態で創刊された当初から6年半に渡って連載されて人気を博し、オリジナルアニメも3作品が製作された。
登場人物は大半がモンスターで、モンスターのみで（ドラゴンクエストシリーズにおける）人間と同様の文化を形成している。とはいえ、人間も全く登場しないわけではなく、「人間の女性にのみ変身できる変化の杖」なるものも存在する。
本作連載開始時点の最新作であった『ドラゴンクエストV 天空の花嫁』の影響が強く出ており、スラきちが炎を吐いたり、ライ蔵がデイン系を使用するといった設定はこれから来ている。
基本的にはギャグ漫画であるが、第20回以降で本作の最終ボスといえる存在「魔龍（マロン）」が物語に絡むようになってからはバトル要素も濃くなっていく（基本はあくまでギャグで、バトルの決着がギャグであることも多い）。
全ページがカラーページとなっている。連載開始当初は1話につき2ページのみであったが、回を重ねるごとにページ数が増加し、第28回以降は1話につき8ページになった。
本作終了後にかねこによって『Vジャンプ』に連載された『スライム大作戦』および『スライムもりもり』は、登場人物や世界設定に一部の共通点があることから本作の続編と見られている。特に『スライムもりもり』は本作と関連性のある人物・用語の再登場が多い。

## あらすじ
以下の章分けは、コミックス第4巻の主要キャラクター相関図での記載に従ったもの。

### 勇者の章
第1回 - 19回が該当。
勇者と共に魔王を倒したスライムのスラきちは、勇者となるために旅に出た。山賊ウルフのウルフ、魔法使いのジジイ、武器仙人の孫のタタックを仲間にし、魔王の息子マコや、かつて勇者やスラきちと共に魔王と戦ったライ蔵の妨害を得意技の灼熱炎やダジャレで切り抜けながら、勇者の装備を集めていく。

### 龍使いの章
第20回 - 41回が該当。
龍使い（ドラゴンユーザー）のヒッパチャックは、かつて地上を荒らし回り、勇者によって封印された魔龍（マロン）を復活させるべく、龍人（ドラゴンマン）四天王に命じて勇者の装備を集めさせていた。スラきちたちは、勇者の装備を取り戻し、魔龍の復活を食い止めるべく、ヒッパチャックに戦いを挑む。

### 地下世界の章
第42回 - 61回が該当。
魔龍が倒されてから1年、スラきちは旅を続けており、ウルフやマコと再会し仲間に加えていた。3人は、地下世界からやって来たケンタと出会う。地下世界イキガルドは邪悪な魔道士ウチネによって滅びの危機に瀕しており、それを救える勇者を探していた。スラきちたちはケンタの導きで地下世界へと向かう。

### 最終章
第62回 - 79回（最終回）が該当。
スラきちたちは地下世界でウチネを倒したが、ウチネに取り付いていた魔龍の邪気は地上へと逃れていた。魔龍は武器仙人に作らせたボディと、勇者の装備で驚異的なパワーを得て復活する。スラきちたちと魔龍との最後の決戦が始まる。

## 登場人物

### 主要人物
スラきち
声 - 林原めぐみ
本作の主人公。かつて勇者とライ蔵と共に魔王を倒したスライム。自らも勇者を志している。作中の発言から、まだ子供であることが分かる。スライムだが戦闘能力はかなり高い。灼熱の炎を吐けたり、力も並大抵のモンスターより遥かに強く、搬死龍を月まで投げ飛ばしたり、勇者の剣を軽く傾けただけで周囲の地形を崩したこともある。しかし性格はかなり天然でマイペースでとぼけており、ダジャレをよく言い、そのダジャレで敵がペースを崩し自滅するケースもよくある。女性に免疫が無く、女性に抱きしめられたり女性の下着を見ると恥ずかしさのあまり自分が燃えてしまったり、鼻血を吹いて倒れたりする。
最初のうちは目や口の形もゲーム中のスライムとほとんど同じ姿をしており、さらにいつも鼻水をたらしていた。回を重ねると黒目が小さくなり、口が半楕円形状になり、鼻水をたらさなくなった。
最終回ではベホミと結婚し、子供ももうけていた。子供の名前は「スラミ」（名前は『スライム大作戦』の読者コーナー「スライム大作戦会議」にて判明した）。
敵の攻撃やアイテムなどによって、様々な別バージョンに変化した。以下にそれを記す。なお、名前が斜体のものは、本編中で名前が無いため本項で便宜上命名したものである。
スラきち（ワル）
ライ蔵の攻撃によって真っ二つにされた結果、分裂して2匹になったスラきちの片割れ。強い上に凶悪な性格をしており、降参した相手に対しても容赦なく攻撃を加える。さらに、勇者の装備を片っ端から売り払った（うち勇者の盾は30ゴールドという超格安で提供している）。スラきちとは逆に女好き。マコの案で、封魔のツボに2匹同時に封印することで元に戻った。
スラきち（善）
スラきち（ワル）のもう一方の片割れ。分裂したスライムは一方がどんどん衰弱して死んでしまうため、自我がほとんど無く、放っておくと自分の形すら保てなくなる。マコの案で、封魔のツボに2匹同時に封印することで元に戻った。
スパきち
「勇者のしるし」を装備したスラきち。スーパーパワーアップしたスラきちの略。スラきちではなくスパきちと呼ばないと返事をしない。戦闘能力は大きく上がっているが、目つきが鋭く、性格や言葉遣いも荒々しい物となり、ダジャレも言わなくなるが、スラきち同様、女性には免疫がない。悪ではないが、自分より目立っているライ蔵のしっぽに剣を刺して「オレより目立つな」と言うなど、身勝手な部分も目立つ。直情的な性格で、裟龍の策略に乗せられて怒り、その隙を突かれてやられたこともある。
スライビル
呪いのアイテム「魔界のメダリオン」を装備したスラきち。パワーアップしているが、スラきち（ワル）以上に凶悪な性格をしており、「世界をいただく」などと勇者とは思えないような発言もしている。ただし、やはり女性には免疫がない。
勇者スラきち
勇者の装備を完全に装備したスラきち。勇者の装備はスラきちの体型に合わせて若干変形しており、勇者のヨロイにいたってはスラきちの体型に合わせて、カブトと合わせて体を覆い込むような形になっている。目つきはスパきちと同じく鋭いが眼の色は紫色に変わり、性格は冷静で大胆不敵。ギガデインを使いこなし、女性にも免疫があり、さらにダジャレも使うというスラきち最強の形態。この形態になることでようやくベホミにプロポーズした。

ウルフ
声 - 千葉繁
スラきちと旅をする山賊ウルフ。主にスラきちへのツッコミを行う。最初はスラきちの持つメタルキングの剣を頂こうと襲い掛かってきたが、スラきちの灼熱の炎に焼かれて逃げ去る。その後、スラきちとの賭けに敗れ100万ゴールドの借金を作ってしまい、その借りを返すために一緒に旅をする。しかし、一緒に旅するうちに絆を築き上げて行き、魔龍（第2形態）が倒れた後に別れる際には涙を見せ、借りのことなど両者ともすっかり忘れた様子で別れた。パーティ内では弱い部類に入るが態度は大きく、怒りっぽい。しかし心根は優しく、面倒見が良い。最初は原作『ドラゴンクエストV』に登場する山賊ウルフと同様に白い体毛をしていたが、スラきちに焼かれるたびに焦げていき、第4回では完全に真っ黒になった。その後、魔龍（第2形態）が倒れた後に別れてから1年後には元の白い体毛に戻ったが、スラきちに焼かれてまた真っ黒になり、そのまままたスラきちの旅に同行する。その後は、最終回での5年後、さらにそれから数年後でも真っ黒のままであった。目つきも最初は鋭かったが、回を重ねると半円状の目つきになっていった。大半のキャラクターが結婚している最終回においても、いまだ独身のままであった。物語序盤で何度もスラきちに焼かれた影響か、炎ダメージを軽減する特性が身についた（ただし耐性がついて以降、焼かれる回数が激減している）。
ジジイ
声 - 西村知道
（『ドラゴンクエストV』の敵モンスターの）魔法使い。えらく老けた顔をしているが、実は17歳。「人間の女性にのみ変身できる変化の杖」を持つ。家族全員同じ顔をしており、ジジイ同様に特定の種類にのみ変身できる変化の杖を持つ。得意技はアップだが、あまりの恐ろしさのため使うたびにウルフから暴行を受けている。魔龍（第2形態）討伐の後、聖（セント）バーナード大学文学部に入学、十数年後に夢であった作家デビューを果たし、『スライム冒険記』という本を書く。最終回では結婚していた。
マコ
勇者、スラきち、ライ蔵によって倒された（死んではいないが、ショックで寝込んだ）魔王の息子。当初は父の仇としてスラきちを敵視し、封魔のツボで自分の手下にしようとしたり、魔龍（第2形態）を復活させたりしたが、ウルフが偶然自分の体を張って罠からマコを救う形になったことをきっかけに、仲間となる。自分の名前を嫌がっており、言うと怒る。最終章にて許婚の巨体の女魔族、ナターシャに連れ去られるようにして魔界に帰る。最終回ではスリムになったナターシャとの間に3子をもうけていた。
タタック
声 - 結城比呂
武器仙人の孫のおおきづち。生意気な性格で、特にウルフに対しては挑発的にあたる。力はかなり強く、オリハルコンハンマーを平然と振り回し、素手でも強い。魔龍（第2形態）討伐の後、魔龍との戦いで半分溶けた勇者のしるしを修理するために修行。勇者のしるしを直した後、地下世界から帰ってきた後のスラきちたちと再会。途中は巨大化していたが、再会時にはダイエットのため背が縮んでいた。その後脯剮龍に連れ去られ、魔龍（第4形態）に取り込まれてしまう。ウルフに剣を渡す頃から、彼に対しての態度も軟化。魔龍（第4形態）が倒された後に復活した際、自身の復活をウルフに大きく喜ばれた。

### 勇者たち
勇者
かつてスラきち、ライ蔵と共に魔王を倒した人間。魔龍を封印した勇者とは別人。とてもダジャレ好きで、スラきちのダジャレ好きは彼の影響によるものと思われる。ライ蔵の命名をした張本人。魔王を倒したときには、勇者の装備は剣と盾としるししか持っていなかった（理由は面倒だったから）。一度も顔が出ていない。
勇者の弟
魔王を倒した勇者の弟。戦闘能力はあまりない（マコよりは強い）。魔龍を封じた勇者が隠した、本物の勇者の剣のありかを知っている。
初代勇者
初代の勇者。魔龍を封印した勇者と同一か他人かは不明。遥か北の小島に墓がある。認めた人物には霊として会うが、引っ込み思案なので一言だけ残して去ってしまう。

### その他の人物
ベホミ
ベホイミスライム。原作とは異なり体が黄色い。勇者の章でスラきちに助けられてから彼に惚れる。その後最終章で再登場、いろいろあって魔龍（第4形態）との最終決戦に同行することとなる。スラきちも好意を抱いてはいたが、女性に免疫が無いことから気持ちを伝えられず、魔龍（第4形態）を倒してから5年後、スラプリオと結婚する直前になって、ようやく勇者の装備を再び身につけたスラきちからの告白を受けることとなった。それから数年後にはスラきちとの間に子供をもうける。
武器仙人
タタックの祖父。顔を覆う毛が白髪になったおおきづち。ライ蔵との戦いで傷ついた勇者のカブトを直した。最終章では裟龍に連れ去られ、タタックを人質にとられて魔龍のボディを作らされた。その後孫のタタック同様に魔龍（第4形態）に取り込まれてしまう。
ヨーゼフ
勇者の墓を守る墓守のメトロゴースト。勇者の墓を訪れた者に、勇者に会う資格があるか試す。また、生者を霊界に連れて行き死人と合わせることもできる。また、最終章で頭上に輪をつけた禡龍と同行していたことから、死人をこの世に連れてくることもできると思われる。『スライム大作戦』にも登場。一度ライ蔵のギガブレードにより消滅したかと思われたが、その後突如再登場。タタックにそのことを突っ込まれたが元から死んでるということで何事も無かったかのように再び馴染んだ。
UシャマンV
自らを勇者と名乗る覆面をつけたスライム。必殺技は「UV斬」だが、ウルフにすら全くダメージを与えられなかった。棚ボタでギガ・バトルトーナメントを優勝してしまい、観客から大ブーイングを浴びる。
タイガーホーク
ギガ・バトルトーナメントのチャンピオン。必殺技は「爆裂アッパー」で禁じ手としてF.T.D（フライング・タイガー・ドライバー）を持つ。魔龍の力を解放した脯剮龍を見て廃人同然となり、UシャマンVの前で力尽きる。漫画版『スライムもりもり』にて似たような姿を持ち、同じく「爆裂アッパー」を使うキャラが登場したが関連性は不明。
シドマン
ギガ・バトルトーナメントの1回戦でタタックと対戦した魔法使い。『スライム大作戦』にも登場。
魔王
勇者、スラきち、ライ蔵に倒されたマコの親父。ビデオレターでマコにメッセージを送った際には田園風の地域で農家風の服を着た女性（おそらくマコの母）と共に登場し、田舎風の訛りのある喋り方とマコを心配する親心を示し、かなり一般的な「魔王」とは違ったイメージである。

### 悪役たち
ライ蔵
声 - 小杉十郎太
かつて勇者、スラきちと共に魔王を倒したライオネック。元々魔王の手下であったが、いずれ魔王を倒し世界を我が物にしようとする野心を抱いており、その折に勇者と出会い、魔王打倒のために手を組んだ。この名前はその際に勇者につけられた。勇者との旅で、勇者の呪文であるライデインとギガデインをマスターした。スラきちを世界征服の障害とみて倒しにかかるが、魔龍（第1形態）との戦いでは世界征服の邪魔になるからとの理由で協力して戦った。もっとも、その後にすぐスパきちと戦い、さらにその最中に現れた魔龍（第2形態）に肩の角を折られて羽根をもがれてしまい、その後は最終章で魔龍の気配を感じるのと最終回でしか出番が無く、戦うシーンなど全く無かった。当初はスラきち同様女性に免疫が無かったが、弱点克服の特訓の末に女好きかつエロくなり、最終章では「ライ城」なる居城を築き女の子たちをはべらせていた。
『ドラゴンクエストV』にて、仲間になるライオネックがデイン系を習得することを元にして設定が生まれた。
魔龍（マロン）
何百年も前に地上を荒らしまわっていた巨大な龍。勇者でさえ歯が立たず、火山に封じ込めるので精一杯だった。ヒッパチャックによって復活して以後、さまざまな形でスラきちたちと戦うことになる。デイン系の攻撃呪文に弱く、命中すると痺れて動けなくなる。眉間に勇者の剣を刺すことで倒すことができる。なお、2巻で勇者の弟は「勇者の剣で封印する」と言っており、本来は眉間に勇者の剣を刺した後に封印の呪文を唱える必要があるはずだったが、いつしか設定変更され「勇者の剣を眉間に刺すことで消滅する」となった。
以下作中での魔龍の姿を記述するが、「第○形態」とはいずれも作中では使われず、この項目における便宜的な呼称である。
第1形態
ヒッパチャックが4つの勇者の装備を火山に投げ込み、復活の呪文を唱えて復活させた姿。ただし、勇者の剣が偽物だったため不完全な復活となり、火口にはまって抜けなくなった。だが、ヒッパチャックがジジイの変化の杖を使って女性の姿に化けさせることで火口から抜けた。全形態の中で最も知性的に劣る形態で、命令こそ聞き分けるもののまともな言語は一言も発さない。前述の通り復活が不完全な上、後述の通り力のほとんどは地下世界のウチネに取り付いていたにも関らず、世界中をあっという間に火の海に化した。デイン系攻撃呪文に弱く、ライ蔵のギガデインを受け、動けなくなっている間にスパきちに勇者の剣を眉間に刺されたが、剣が眉間から少しずれた左目に刺さったため、消滅せずに灰になった。
第2形態
スパきちに倒され灰になった第1形態に、マコが世界樹の葉と魔界の秘薬を入れ、お湯を注いで蓋をして3分待って復活させた姿。第1形態より人の形に近い姿をしており、第1形態でスパきちに左目に勇者の剣を刺されたため左目がつぶれている。知能もパワーもスピードも第1形態より上昇して酸を吐くこともできる。知能が上がっているためかヒッパチャックをアッサリと殺し、酸で勇者のしるしを溶かした。スラきちのダジャレ「黒コゲ危機一髪」（黒ひげ危機一髪）で、ウルフの入ったタルに剣を刺すつもりがボケてか狙ってか魔龍の眉間に刺さり、今度は灰も残さず完全消滅した。
第3形態（ウチネ）
勇者によって火口に封印された後、魔龍の邪念が火口の下にあった地下世界イキガルドの魔道士ウチネに取り憑き、意識を乗っ取った状態。ウチネを参照。
第4形態
ウチネが倒れた後に、取り付いていた意識と力が地上に出て、裟龍、虎龍、脯剮龍を利用し、武器仙人に無理矢理作らせた勇者の装備を使ったボディで復活した姿。タタック、武器仙人、虎龍と勇者の装備を取り込んでいる。一時はスパきちに圧倒されたが、力の一部を貸していた脯剮龍を取り込んで完全な力を得てからは、逆にスパきちを圧倒する。勇者の装備の力でブレス系攻撃、魔法攻撃共に効かず、さらに第2形態やウチネを乗っ取っていたときに振り回されたダジャレも通用しなくなっていた。さらに勇者のしるしをも取り込もうとするが、逆に勇者のしるしが勇者の装備を浄化して魔龍の身体より外に出し、パワーダウンした上に、勇者スラきちに完全に圧倒される。その後、自分を竜神と信じ込んでいた裟龍を取り込み、その純粋さから更なるパワーを得たが、デイン系に弱いのは変わっておらず、勇者スラきちに眉間に勇者の剣を刺されて完全に消滅し、取り込まれていた者も元に戻る。

虎龍（コロン）
有翼龍人（エリートドラゴンマン）のメラリザード。魔龍（第4形態）の復活のため勇者の装備を集めていた。戦闘能力は作中では全く披露しなかったが、地位は高いらしく脯剮龍をこき使っていた。
裟龍（サロン）
龍人（ドラゴンマン）の一人。眼鏡をかけている。魔龍を龍神と信じ込んでおり、復活のために虎龍、脯カ龍に勇者の装備を集めさせ、武器仙人にボディを無理やり作らせた。龍神を復活させるという思いは純粋な物ではあるが、作り物のタタックの手でスパきちを挑発するなどやっていることは姑息。自ら魔龍（第4形態）に取り込まれ、その純粋な思いが魔龍に大きな力を与えてしまう。
ヒッパチャック
幻の龍使い（ドラゴンユーザー）のエビルマスター。どんな凶暴なドラゴンでも手なずけ操ることができる。魔龍復活のために手下に命じて勇者の装備を集めさせ、復活した魔龍（第1形態）を操って世界中を火の海にした。魔龍（第2形態）によってあっさりと殺された。
脯剮龍（ホカロン）
ヒッパチャックの四天王の龍人。丸々とした体型をしており、どこか憎めない性格。名前がホカロンなのに冷気を吐く。龍使いの章ではスラきちを氷づけにした後に勇者の剣を持ち去った。その後、魔龍（第1形態）が復活した後にヒッパチャックから用済みと宣告され、ヒッパチャックの元を離れる。最終章で再登場し、火山より出てきた魔龍の力を目撃した後、魔龍復活のために魔龍の力の一部を借りてパワーアップし、タタック、禡龍、そしてスラきちをも倒して勇者の装備を持ち去る。その後、魔龍の力もろとも魔龍（第4形態）に取り込まれる。最終回ではちゃっかり結婚していた。実は意外と運のいいキャラでもある。
搬死龍（パンシロン）
ヒッパチャックの四天王の龍人。非常にまじめで融通の利かない性格。武闘家だが、コンタクトレンズをしており、落としたレンズと引き換えに勇者のカブトを渡すというウルフとの約束を、武闘家のメンツにかけてしぶしぶ承諾するが、その直後にカブトを奪回するために盗賊に転職（と勝手に言う）。必殺技は「ハイジャンプローリング一本背負い」だが、スラきちの体型ではかけることができず、逆にスラきちに口でくわえて投げられて月に突き刺さる。
欺龍（ギロン）
ヒッパチャックの四天王の龍人。卑劣な性格。毒の息（ポイズンブレス）と、ガスマスクをも貫通するすごい猛毒の息を吐くが、毒を中和する勇者のカブトをかぶったスラきちには通用しなかった。
禡龍（バロン）
ヒッパチャックの四天王の龍人。武士道を重んじる武人。スラきちとの勇者の装備を賭けた一騎討ちに敗れ潔く敗北を認めるが、ヒッパチャックによってスラきちたちもろとも海に落とされる。その後魔龍（第1形態）との戦いに現れスラきちたちと共に戦うが、スラきちたちを逃がすために犠牲となり命を落とす。その後、最終章にてヨーゼフと共にローブと覆面で正体を隠して登場。頭上には輪があるので死んだままヨーゼフの導きでこの世に来たと思われる。

### 地下世界イキガルド
ケンタ
地下世界の住民。上半身は亜人、下半身は馬のような姿とケンタウロスのような姿をしたファストフド族の青年。地下世界の危機を救うために、故郷のランダ村のおきてを破って勇者を探しに地上に出た。スラきちたちと共に地下世界を冒険していたが、ウチネに捕えられ、以降ウチネが倒されるまで存在を忘れられていた。
コナ
地下世界の住民であるカカオ族の一人。カカオ族がウチネの庇護を受けて繁栄していたことからウチネをあがめていたが、ウチネの真意がカカオ族の持つ高い魔力であり、それを取り込むために繁栄したカカオ族を襲撃したことを知ってからは強い怒りを抱く。カカオ族の高い魔力から、イオナズンやメラゾーマを使いこなす。普段は帽子をかぶっており丁寧な口調で喋るが、帽子を取ると激しく怒り、過激な性格になる。
ウチネ
地下世界を滅ぼさんとする魔道士。その体形から種族はケンタと同族と思われる。本来は優しく偉大な魔法使いであったが、勇者が魔龍を火口に封印した際、その火口が地上世界と地下世界をつなぐものであったため、魔龍の身体のせいで地下に光がまったく入ってこなくなり、それによって勇者に恨みを持ってしまい、その邪心を魔龍につけ込まれ、魔龍の力と意識に乗っ取られて操られていた。魔龍の力を持つために戦闘力はかなり高く、スラきち以上の炎や、ヘルラゴンの呪文を使い、酸も吐く。スラきちのペースにはまってしまい、偶然勇者の剣が眉間に刺さってしまい、魔龍の力と意識がウチネから離れて地上へと逃れる。と同時に、ウチネ自身も致命傷を受け、コナに後を託して息絶えた。
アシマイトゴーレム
ウチネが作ったゴーレム。地上に現れたものは頭部に花や草が生えており太陽のエネルギーを吸収してパワーアップする。また勇者の装備と同化し、それによって力を高めることができる。
チドリガネ
ケンタを追って地上に来たアシマイトゴーレム。勇者の剣を取り込んだが、スラきちの炎であっさりと焼かれた。
ドウガネ
ランダ村を襲ったアシマイトゴーレム。勇者のヨロイを取り込んだため炎が効かなかったが、マコが封魔のツボを利用して勇者のヨロイを引き剥がし、スラきちによって炭にされた。
クチガネ
水中用アシマイトゴーレム。勇者のカブトを取り込んでいた。水中なため火が吐けなかったが、頭部の海草のようなものが弱点で、ウルフにより切り落とされて倒れた。珍しく、ウルフによって倒された相手である。
シノギ
地下世界でのアシマイトゴーレム。前者3体と異なり、弱点である頭部の花や草がむき出しになっていないためスラきちの炎が効かない。さらに勇者の盾を取り込んでいるため、正面からの呪文を跳ね返す。スラきちとコナの連携によって背後からイオナズンを受けて倒れた。

## オリジナルアイテム
本作オリジナルのアイテムのうち、主な物を記す。
勇者の装備
勇者が使用していた装備。ドラゴンクエストシリーズのロトの紋章を簡略化したようなマークが付いており、形も類似しているが因果関係は不明。また、能力は天空の装備と似ている。勇者のマークに付いている宝玉は赤か青だが、勇者スラきちが装備した際は勇者の印を除いて紫に変化して若干形が変わる。作品で登場したのは以下の5種。ジジイによると他には「勇者のマント」「勇者の手ぶくろ」「勇者のパンツ」「勇者のくつした」などがあるそうだが特殊な能力はないと思われる。作品に登場した勇者の装備たちは自らの意識を持っていた。
勇者の剣
魔龍を封印できる武器。魔龍を封じた勇者が、魔龍の復活をおそれてレプリカを作らせ、本物はコーティングでメタルキングの剣に見せかけられてスラきちに託されていた。偽者の方は宝玉が赤、本物は青となっている。本来はほこらで勇者のしるしを使わないと勇者の剣は真の姿とはならないが、スラきちは炎で表面だけ溶かして真の姿にした。
勇者のヨロイ
炎や吹雪のダメージを防ぐ効果を持つ。宝玉の色は青。本来は人間の装備する普通の鎧の形をしているが、勇者が装備する場合は体格に合わせて形を変化することが可能、勇者スラきちが装備したときにはカブトと合わせて全身を覆うような形になった。体格さえあっていれば勇者でなくても装備はできるようで、ウチネが装備したこともあった。
勇者の盾
正面からの呪文を反射することができる。宝玉の色は赤。背後など、正面以外の方向からは跳ね返せない。
勇者のカブト
宝玉の色は赤。毒を中和する。体内の毒も中和できるのでフグを食べても平気。これも体格さえ合えば勇者でなくても装備はできるようで、ウチネだけでなくベホミがかぶっていたこともあった。
勇者のしるし
宝玉の色は青。身につけるとパワーアップする代わりに、性格や言葉遣いが荒々しくなる。本来勇者の剣・ヨロイの封印の扉を開けるためのアイテムでもあったが、スラきちは炎で溶かして開けていた。魔龍（第4形態）に飲み込まれたこともあったが、逆に魔龍の体内でしるしくんとして活動、魔龍に取り込まれて正気を失っていた勇者の装備（ケンくん、カブトくん、ヨロイくん、タテくん）をビンタで正気に戻して、魔龍の身体から飛び出した。

封魔のツボ
呪文を唱えて名前を叫ぶことで、叫んだ相手をツボに封じ、さらに命令を聞かないと締まる腕輪を装着させることでその者を操ることができる。呪文は「エマジンコイスニカナンボ〜〜〜ツ」（逆から読むと「ツボん中に吸い込んじまえ」）。定員一名で、他人に使用すると既に封じられていた人物は解放される。腕輪がつく部分があれば非生物に対しても使用でき、ドウガネが取り込んでいた勇者のヨロイを吸い込んだこともあった。本来腕輪によって強制的に働かせることで操るはずだが、スラきちは素でマコに従っていた。もっとも、元々大ボケなのでウルフたちがご主人であると勘違いしたこともあった。また、スラきちは腕輪が頭の出っ張りについていたが、締まった際に頭からすっぽ抜けた。最後はウチネ（魔龍）に破壊されてしまった。
風車のヨロイ
扇風機が胸についた鎧。見た目は非常にかっこ悪いが、炎を跳ね返すことができる。
魔界のメダリオン
聖なる証である勇者のしるしと対を成すアイテムで、闇の証。身につけるとパワーアップするが、凶悪な性格になる。しかも呪われているため、外せなくなる。
魔力の杖
地下世界イキガルドに伝わる杖。掲げて呪文を使うと威力が倍増する。ベホミがこれを使ってベホイミを唱えたら、ベホマの効力になったため、威力を単純に挙げるだけではなく、魔法としての格を段階的に上昇させる物である可能性もある。また、勇者スラきちが魔龍（第4形態）との戦いで使用し、ギガデインの威力を倍増させてテラデインとした。

## オリジナル呪文
ドラゴンクエストシリーズの呪文は本作でも使用されている。ここでは、本作オリジナルのものを記す。
ヘルラゴン
ウチネが使用した呪文。凄まじい炎を湧き上がらせる呪文で、ギラ系の呪文と若干共通点があるが、おそらくギラ系とは別系統の呪文の上位呪文。
テラデイン
勇者スラきちが使用した、魔力の杖によって倍増したギガデインに彼がつけた名前。即興でつけたため、厳密にはオリジナル呪文ではない。
どちらの呪文も、作中での使用は一度きり。

## コミックス
集英社より、「Vジャンプブックス コミックスシリーズ」として刊行。全4巻。
1. 1995年10月24日初版発行 ISBN 4-08-806008-3
2. 1996年11月25日初版発行 ISBN 4-08-806012-1
3. 1998年8月1日初版発行 ISBN 4-08-806015-6
4. 2000年4月9日初版発行 ISBN 4-08-806018-0

上記の他、ドラゴンクエスト誕生25周年を記念して2011年9月22日に集英社ジャンプリミックスから『ドラゴンクエスト作品集Vol.2 スライム冒険記』としてコミックス1・2巻に掲載されたエピソードの一部を厳選収録されたものが発売されている。

## アニメ作品
Vジャンプフェスティバルにて上映された短編アニメ。制作はプロダクション・アイジー
- 『スライム冒険記』（川崎逸朗監督。1995年）
- 『スライム冒険記 ウルフくん がんばるの巻』（西久保瑞穂監督。1998年）
- 『スライム冒険記 海だ、イエ〜』（湯浅政明監督。1999年）

## 豆知識
- 『ドラゴンクエストVI 幻の大地』（SFC版）の仲間モンスターのスライムの2匹目の名前は「スラキチ」。任意で変更することもできる。また、装備品「スライムメット」のSFC版公式ガイドブックでのデザインは、本作の勇者のカブトとよく似ている（DS版ではデザインが変更されている）。
- 『ドラゴンクエスト あるくんです2』に「バトルマスタースライム」という兜をかぶったスライムが登場するが、その容姿が勇者のカブトをかぶったスラきちにそっくりである。『Vジャンプ』誌上では、「スラきちがあるくんですに登場する」といった記事が書かれていた。
- 『スライムもりもりドラゴンクエスト2』では、隠しコマンドを入力することで「カブト・カブットル」という戦車を使用できる（通信対戦およびタンクマスターズでのみ）。その姿が勇者のカブトをかぶったスラきちにそっくりであることと、名前が原作に登場するダジャレであることから、スラきちをモデルにしたとみられる。
- 『スライムもりもりドラゴンクエスト3』にはかねこ統デザインのオリジナル船「ユウシャのふね」が登場。書籍『もりもり大航海ナビゲーター』内で「モチーフは勇者の剣、盾、かぶと、よろい、しるしです」とコメントしている。
- 『ドラゴンクエスト モンスターバトルロード』では、スライムを勇者チームに組み込むことで第3のワザ「ミラクルストライク」が使用できるようになる。この技を繰り出す際の兜を装着したスライムの姿は、勇者のカブトをかぶったスラきちにそっくりである。